# Upplands runinskrifter 790
Upplands runinskrifter 790 är en försvunnen vikingatida runsten som funnits i Mälby, Tillinge socken och Enköpings kommun. Richard Dybeck har lämnat de enda uppgifterna som finns om denna runsten. Dybeck beskriver i sina reseberättelser från 1863 att det i runslingan på stenen syns en del av ett skepp med en hög förstäv och mast.

## Inskriften
Translitterering av runraden:
[runi · risti · ruar · atiʀ · sunu · sini · suira · auk · ...]
Normalisering till runsvenska:
ʀuni risti runaʀ æftiʀ sunu sina Sværra(?) ok ...
Översättning till nusvenska:
Rune ristade runorna efter sina söner Svärre och ...